# The Asteroids Galaxy Tour
The Asteroids Galaxy Tour es una banda danesa de pop alternativo compuesta por la vocalista Mette Lindberg y el productor Lars Iversen. Está compuesta de seis piezas con sección de vientos, con Miloud Carl Sabri (trompeta), Sven Meinild (saxofón), Mads Brinch Nielsen (guitarra), y Rasmus Valldorf (batería). Lars Iversen es el principal compositor y productor. Formada en 2008, la banda tiene su sede en Copenhague, Dinamarca.
Su primer sencillo, The Sun Ain't Shining No More, fue lanzado el 15 de septiembre de 2008 bajo la firma de la discográfica Small Giants. La banda es más conocida por su sencillo Around the Bend, que fue utilizado en un anuncio de iPod Touch de Apple en septiembre de 2008 y se lanzó como sencillo en diciembre de 2008.
Myer, el centro comercial más grande de Australia, utilizó la canción The Golden Age para lanzar su gama de verano 2009, así como otras entidades, destacando SBS Televisión, como promoción de la serie televisiva Mad Men', o Heineken, para un anuncio, con videoclip incluido, en 2010. incluyendo la banda tocando en vivo. Around The Bend aparece en el largometraje documental de Anna Wintour, La edición de septiembre, lanzado en 2009. A finales de 2008, tres canciones de la banda aparecieron en la serie Gossip Girl en el episodio Es una mentira maravillosa. Around the Bend también fue presentado en la serie de NBC TV Chuck en el episodio 209, cuando Chuck entra en la Roark Expo para su primer día de trabajo en Roark Instruments.
Mette Lindberg fue una invitada en el concurso de música de BBC Never Mind the Buzzcocks en noviembre de 2008. Más recientemente, la banda fue invitada en Good Morning Dinamarca, el programa matutino de la televisión danesa. También ha sido invitada al programa francés Taratata, en el que estrenó el tema Inner City Blues, un cover clásico de Marvin Gaye que más tarde se convirtió en uno de los favoritos de sus conciertos en vivo.
El álbum debut de The Asteroids Galaxy Tour fue Fruit, que se lanzó el 21 de septiembre de 2009 en Europa y el 27 de octubre en EE. UU.
The Sun Ain't Shining No More fue elegida como tema de la serie de comedia televisiva canadiense InSecurity, que se estrenó el 4 de enero de 2011.

## Historia
Amy Winehouse escuchó la maqueta del grupo nada más formarse y les pidió que fueran sus teloneros en Copenhague, lo que se convirtió en su primer concierto en vivo propiamente dicho. Poco tiempo después, la canción "Around The Bend" fue elegida por Apple para aparecer en el nuevo anuncio de iPod touch que se emitió en todo el mundo a partir de diciembre de 2008. Tras el éxito del anuncio, "Around The Bend" se convirtió en su sencillo más importante hasta la fecha, logrando reconocimiento y ventas a nivel mundial y ayudando a lanzar la banda en el escenario internacional.
Fueron teloneros de Katy Perry en varios conciertos de su gira por Europa el verano de 2009. Katy se hizo fan del grupo cuando fue a ver a la banda tocar en vivo en Chicago en la primavera de 2009 y también habló de ellos en su página web.
En noviembre de 2010 durante su visita a Nueva York, la banda conoció a un cantante de rap local llamado Vexed Lo. Ellos invitaron a Vexed Lo a su show del día siguiente en el salón Mercury. Vexed Lo se enfadó con otra sensación local Ciph Diggy del grupo Sleepwalkas. Se realizó una versión improvisada de su canción 'Crazy'. La actuación fue una maravilla según el público y puso el espectáculo a un gran nivel, ganando los elogios de la crítica e impresionando a sus nuevos fanes. Dos días más tarde se repitió la actuación en el hotel Tribeca Grand, recibiendo muchas peticiones.
Su canción "The Golden Age" aparece en el anuncio publicitario de Heineken "La Entrada" de 2011.
La prensa dijo:
"Adictivo musical peculiar de soul pop con actitud, barridos arreglos musicales con una de las mejores voces, conocido por sus conciertos en vivo infecciosos, brillante, pop optimista, aunque con un cuerno con infusión, un poco psicodélico, C-Walking, hasta balanceo de la pierna -la división y el hip- agitando su camino a través del sonido de infusión como ningún otro, música efervescente que le recuerda de una docena de summerskaleidoscopic monstruo glorioso, burbujeante e hipnótico..."
En el momento su material de grabación ocupaba nuevas versiones futuras y prepararse para tocar sus "FRUTOS" de primavera/verano de gira por todo el mundo en los festivales y espectáculos del club.
Su segundo disco, "Out Of Frequency", salió en enero de 2012.
Para junio de 2014, la banda se encontraba trabajando en su próximo proyecto de nombre Bring Us Together, que lanzaron el 15 de septiembre de ese mismo año.
En marzo de 2017, The Asteroids Galaxy Tour lanzó un nuevo sencillo titulado Surrender. Además, dijeron que se encontraba entre sus planes lanzar más en los próximos meses.
En noviembre de 2020 anunciaron mediante un comunicado firmado por Mette Lindberg y Lars Iversen en sus redes sociales que la banda se tomaría una pausa para centrarse en sus proyectos personales.

## Discografía
Está compuesta por tres álbumes de estudio y seis EP:

### Álbumes
- Fruit (2009)
- Out Of Frequency (2012)
- Bring Us Together (2014)

### EP
- The Sun Ain't Shining No More EP
- The Sun Ain't Shining No More (remixado) EP
- Around The Bend EP
- Live Session EP (exclusivo de iTunes)
- Elecoustica EP
- The Golden Age EP

### Sencillos
- The Sun Ain't Shining No More (2008)
- Around The Bend (2008)
- The Golden Age (2009)
- Heart Attack (2011)
- Major (2011)
- My Club (2014)
- Rock the Ride (2014)
- Surrender (2018)
- Apollo (2018)
- Boy (2019)
- Wave Teng (2019)
- Dynamite (2019)

### Juegos/Aplicaciones
- "The Asteroids Galaxy Tour myRMX" (juego remixado para iOS contiene los temas "The Sun Ain't Shining No More" y "The Golden Age")